# 허영자
허영자(許英子, 1938년 8월 31일 - )는 대한민국의 시인이자 전직 대학교수다.
경남 함양에서 출생했으며, 서울 경기여고와 숙명여대 문리대 국문과를 졸업하고 동 대학원 국문과에서 <노천명 연구>로 문학석사학위를 취득하고 졸업하였다. 성신여대 인문대 국문과 교수를 지냈으며 현재는 명예교수로 있다. 1962년 《현대문학》에 〈도정연가〉,〈사모곡〉 등이 추천되어 등단했다. 주요 작품으로 〈가을 어느 날〉,〈꽃〉,〈자수〉 등이 있으며 주요 시집으로 《가슴엔 듯 눈엔 듯》,《어여쁨이야 어찌 꽃뿐이랴》,《그 어둠과 빛의 사랑》 등이 있으며, 수필집으로 《내가 너의 이름을 부르면》 등이 있다. 한국시인협회상, 월탄문학상을 수상했다.

## 같이 보기
- 한국 문학
- 한국어 시인 목록
- 한국시인협회